# Doskonała informacja

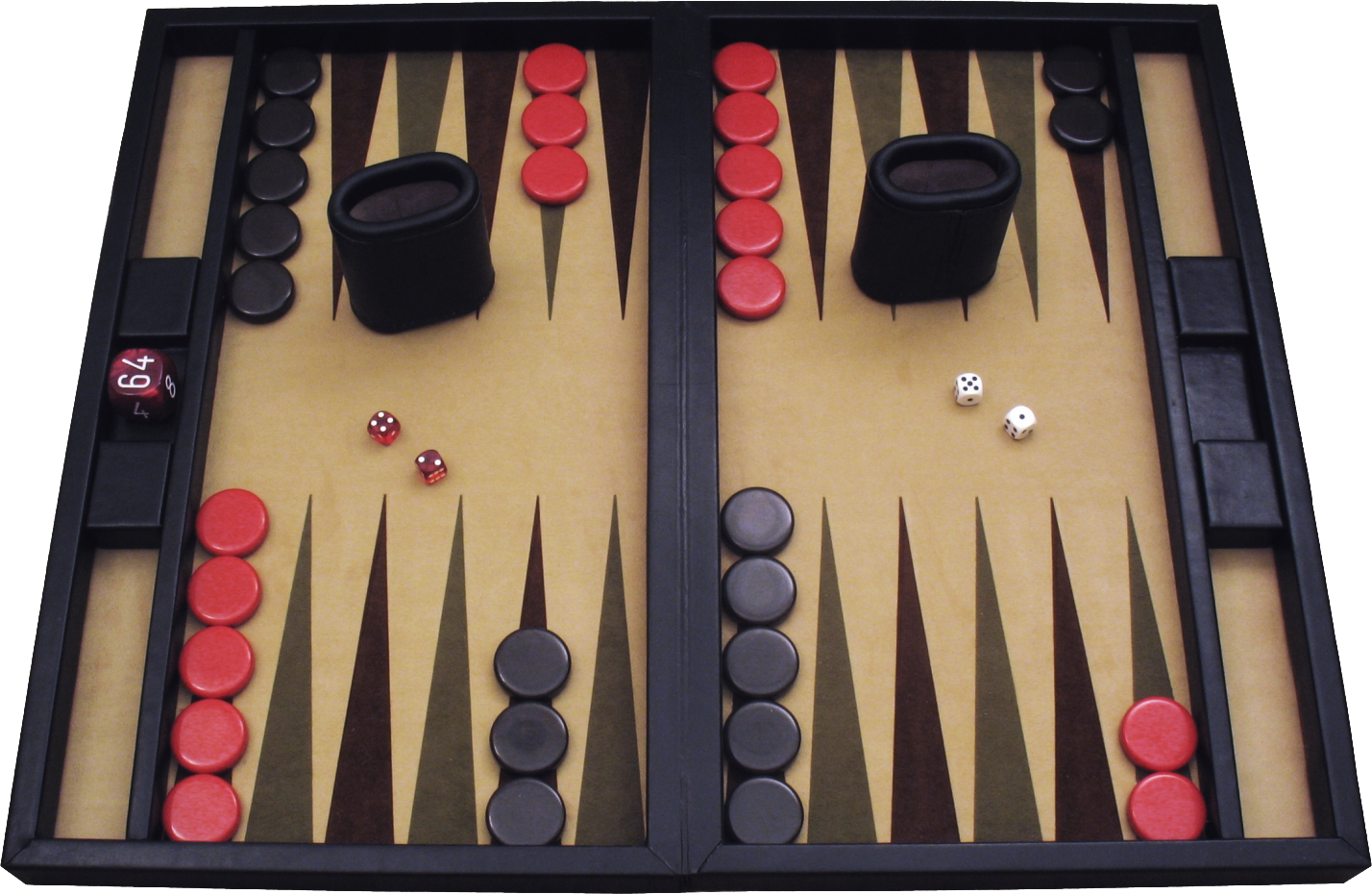
Backgammon LG

Doskonała informacja (ang. perfect information) – koncept w teorii ekonomii i teorii gier opisujący klasę gier, w których gracze wykonują ruchy na zmianę i w których każdy z graczy ma pełną informację o historii ruchów wykonanych do tej pory.
Typowymi przykładami gier charakteryzujących się doskonałą informacją są szachy, warcaby i go. Przykładem gry, dla której założenie doskonałej informacji nie jest spełnione jest dylemat więźnia oraz poker.
Gra z doskonałą informacją zapisana w postaci ekstensywnej charakteryzuje się tym, że wszystkie zbiory informacyjne na jej drzewie są zbiorami jednoelementowymi.
Na mocy twierdzenia udowodnionego przez Harolda Kuhna w 1953 roku każda skończona gra z doskonałą informacją posiada co najmniej jeden punkt równowagi Nasha w strategiach czystych.